# النوا-سور-سی
النوا-سور-سی (به فرانسوی: Aulnois-sur-Seille) یک کمون در فرانسه است که در Canton of Delme واقع شده‌است.

## خصوصیات
النوا-سور-سی ۵٫۰۹ کیلومترمربع مساحت و ۲۳۸ نفر جمعیت دارد و ۱۸۰ متر بالاتر از سطح دریا واقع شده‌است.